# المحمدي السيد أحمد
المحمدي السيد أحمد أبو الحمد (22 نوفمبر 1960 بمحافظة الإسكندرية -) من أعضاء الإخوان المسلمين ومن مؤسسي حزب الحرية والعدالة وأمين العمال للحزب بالإسكندرية. انتُخب نائبًا عن دائرة الإسكندرية الثانية (فردي عُمّال) في انتخابات مجلس الشعب المصري 2011-2012.

## المؤهلات والسيرة المهنية
يعمل فنيًّا بشركة أبو قير للأسمدة. وحاصل على معهد الفني الصناعي، وبكالريوس من كلية التجارة بجامعة الإسكندرية (التعليم المفتوح).

## العمل السياسي
كان مرشّح الإخوان في دائرة الرمل لانتخابات 2000، وعضو مجلس الشعب عن دائرة الرمل منذ 2005 حتى 2010. وكان عضو المجلس المحلي لمحافظة الإسكندرية منذ 1992 حتى 1996، وعضو لجنة الصناعة بالمجلس المحلي لمحافظة الإسكندرية، كما كان عضو مجلس إدارة بشركة أبو قير للأسمدة لعدة دورات.

## العمل الدعوي
إمام وخطيب بعدة مساجد بالإسكندرية.